# Pau Borrell Sugranyes
Pau Borrell Sugranyes (Reus, 3 de desembre de 1876 - Barcelona, 23 de desembre de 1931) va ser un escriptor i polític català, germà d'Antoni Borrell Sugranyes, comerciant i periodista.
De família humil, va fer el batxillerat a l'Institut de Reus i va relacionar-se amb el Grup modernista de Reus. Va publicar a Lo Lliri alguns poemes i una obra de teatre en forma de fulletó. Afiliat al Foment Nacionalista Republicà, va ser un dels signants d'un "Manifiesto" en contra de la guerra colonial espanyola a Cuba. Membre de la societat recreativa El Alba va estrenar al seu teatre la comèdia en un acte i en prosa Al fi casori, el 1898 i el monòleg en prosa Un de tants, el mateix any. Totes dues obres van ser publicades a Reus per la Impremta de Fills de Sanjuan. Era col·laborador del diari Foment i de La Autonomía, un periòdic republicà federal, on va defensar postures antibel·licistes i republicanes. L'historiador cultural reusenc Joaquim Santasusagna diu que el seu teatre va ser l'esplai de joventut d'un autor que no va persistir en la literatura.